# Lijst van beelden in Weststellingwerf
Dit is een (onvolledige) chronologische lijst van beelden in Weststellingwerf. Onder een beeld wordt hier verstaan elk driedimensionaal kunstwerk in de openbare ruimte van de Nederlandse gemeente Weststellingwerf, waarbij beeld wordt gebruikt als verzamelbegrip voor sculpturen, standbeelden, installaties, gedenktekens en overige beeldhouwwerken.
Voor een volledig overzicht van de beschikbare afbeeldingen zie: Beelden in Weststellingwerf op Wikimedia Commons.
| Geplaatst | Omschrijving                                                 | Kunstenaar                   | Straat                                                    | Plaats       | Materiaal                          | Afbeelding               |
| --------- | ------------------------------------------------------------ | ---------------------------- | --------------------------------------------------------- | ------------ | ---------------------------------- | ------------------------ |
| 1926      | Calvariegroep                                                | Heinrich Moors               | Pepergaweg                                                | Steggerda    | natuursteen                        |                          |
| 1945      | monument voor Wilfred Berry                                  | Steenhouwerij Eijgelaar      | Hoofdweg                                                  | Oldeholtpade | natuursteen                        |                          |
| 1952      | Verzetsmonument                                              | Jan van Luijn                | Van Harenstraat 37                                        | Wolvega      | natuursteen                        | Jan van Luijn,1952       |
| 1955      | Pieter Stuyvesant                                            | Jentsje Popma                | Tjerk Hiddesstraat                                        | Wolvega      | brons                              |                          |
| 1955      | Monument Peter Stuyvesant                                    | Jentsje Popma                | Pieter Stuyvesantweg                                      | Scherpenzeel | beton (zuil) en brons (schip)      |                          |
| 1959      | Veerman van de Linde                                         | Jentsje Popma                | Zorgcentrum Wilgenstede, Steenwijkerweg 34                | Wolvega      | brons                              | Jentsje Popma,1959       |
| 1962      | Beeldengroep                                                 | Jan van Luijn                | Zorginstelling LindeStede, Steenwijkerweg 49              | Wolvega      | brons                              | Jan van Luijn,1962       |
| 1966      | Verzetsmonument                                              | Dries Kreijkamp              | Kerkhof Ned. Herv. Kerk, Hoofdstraat Oost 57              | Noordwolde   |                                    | A.Kreykamp,1966          |
| 1968      | Mens en dier                                                 | David van Kampen             | Drafsportlaan (stond voor 2015 op het Van der Sandeplein) | Wolvega      | brons                              | David van Kampen,1968    |
| 1970      | Natuurjaar (Ontluikende bloem)                               | Ids Willemsma                | Paardendreef 37                                           | Noordwolde   | staal                              | Ids Willemsma,1970       |
| 1970      | Druiprots                                                    | Jaap van der Meij            | Lenaflat, Steenwijkerweg                                  | Wolvega      | aluminiumbeton                     | Jaap van der Meij,1971   |
| 1973      | De Fluitende Rietvlechter                                    | Maria van Everdingen         | Bovenstreek 25                                            | Noordwolde   | Franse kalksteen                   |                          |
| 1973      | Haan                                                         | Wim Cadée                    | Wilhelminastraat                                          | Wolvega      | staal                              | Wim Cadée,1973           |
| 1979      | De Striepe                                                   | Aquino van Dijck             | OBS De Striepe, Hoofdweg 110                              | Oldeholtpade | keramiek                           | De Striepe               |
| 1981      | De Krekel                                                    | Frits Klein                  | Lijsterstraat                                             | Wolvega      | gegalvaniseerd zink                | Frits Klein,1981         |
| 1989      | Monument Peter Stuyvesant                                    | Aquino van Dijck (plaquette) | Pepergaweg                                                | Peperga      | r.v.s. en keramiek op een zwerfkei |                          |
| 1991      | De Adelaar                                                   | Onno Boekhoudt               | BBS De Adelaar, Heerenveenseweg 36                        | Wolvega      | hout                               | Onno Boekhoudt           |
| 1993      | De Schakel                                                   | Annet Haring                 | Grindweg                                                  | Munnekeburen | plaatstaal                         | Annet Haring,1993        |
| 1997      | Droompoort Aurora                                            | Guus Hellegers               | Hoofdstraat Oost                                          | Wolvega      | marmer                             | Guus Hellegers,1997      |
| 1997      | Samenwerking                                                 | Sofie Hupkens                | Dorphuis De Bult, Idzardaweg 47                           | Ter Idzard   | brons                              | Sofie Hupkens,1997       |
| 1998      | De Varkensstapel                                             | Frits Stoop                  | Marktplein                                                | Wolvega      | brons                              | Frits Stoop,1998         |
| 1998      | De Wolf                                                      | Bert Nijenhuis               | Pastorieplein                                             | Wolvega      | brons                              | Bert Nijenhuis,1998      |
| 2001      | Zonder titel                                                 | Hein Mader                   | Parkplan Plaisierbosch                                    | Wolvega      | staalplaat en cortènstaal          | Hein Mader,2001          |
| 2002      | Droompoort                                                   | Guus Hellegers               | Aloysiusstraat                                            | Wolvega      | brons                              | Guus Hellegers,2002      |
| 2002      | Saamhorigheid                                                | Jitse Sikkema                | Hoofdweg                                                  | Oldelamer    | brons                              | Jitze Sikkema,2000       |
| 2003      | Monument ter nagedachtenis aan de Joodse oorlogsslachtoffers | Kunstenaar onbekend          | Joodse begraafplaats, Schapendrift                        | Noordwolde   | Glas en roestvrij staal            | Kunstenaar onbekend,2003 |
| 2004      | Hoefijzer                                                    | Egbert Kuiper                | voor v.d. Veen Stallenbouw, bij rotonde Om den Noort      | Wolvega      | cortenstaal                        | Egbert Kuiper,2004       |
| 2005      | Bertus Lacher                                                | Guus Hellegers               | Muziekkoepel                                              | Noordwolde   | gietijzer                          | Guus Hellegers,2005      |
| 2005      | Kruuspunt                                                    | Peter Hiemstra               | Kruispunt Hoofdstraat West / Weemstraat                   | Noordwolde   | keramiek                           | Peter Hiemstra,2005      |
| 2005      | Veenpoldercup                                                | Frits Stoop                  | Grindweg                                                  | Scherpenzeel | cortènstaal en koper               | Frits Stoop,2005         |
| 2006      | kunst in ontvangsthal                                        | Claudy Jongstra              | Ontvangsthal Gemeentehuis, Griffioenpark 1                | Wolvega      | vilt                               |                          |
| 1981      | De Takkemaeker                                               | Hans van Coevorden           | hoek Binnenweg / Kerkweg                                  | Nijeholtpade | hardsteen                          | Hans van Coevorden       |

Achtkarspelen ·
Ameland ·
Dantumadeel ·
De Friese Meren ·
Harlingen ·
Heerenveen ·
Leeuwarden ·
Noardeast-Fryslân ·
Ooststellingwerf ·
Opsterland ·
Schiermonnikoog ·
Súdwest-Fryslân ·
Smallingerland ·
Terschelling ·
Tietjerksteradeel ·
Vlieland ·
Waadhoeke ·
Weststellingwerf